# Imperio Nazza: Gotay Edition
Imperio Nazza: Gotay Edition es el tercer mixtape de los productores puertorriqueños Musicólogo & Menes y es el nombre del segundo mixtape del cantante puertorriqueño Gotay El Autentiko. Fue lanzado el 1 de septiembre de 2012, por Imperio Nazza Records y El Cartel Records. Contó con las colaboraciones de Daddy Yankee, J Álvarez y Jory.

## Lista de canciones
| N.º   | Título                                | Duración |  |
| 1.    | «Hasta otro mundo»                    | 3:50     |  |
| 2.    | «Si supieras»                         | 2:35     |  |
| 3.    | «Pa' eso estoy yo» (con Daddy Yankee) | 3:14     |  |
| 4.    | «Esto se jodió»                       | 2:31     |  |
| 5.    | «Dile»                                | 3:41     |  |
| 6.    | «Esperándote» (con J Álvarez)         | 3:11     |  |
| 7.    | «Tengo un plan b»                     | 3:49     |  |
| 8.    | «Otra noche»                          | 3:47     |  |
| 9.    | «Ya nada es así» (con Jory)           | 3:52     |  |
| 31:30 |                                       |          |  |